# النقطة الساخنة غالاباغوس
غالاباغوس هي نقطة بركانية ساخنة في الشرق المحيط الهادئ المسؤولة عن إنشاء جزر غالاباغوس، جزر كوكوس ومالبيلو التي هي على اثنين من الصفائح التكتونية. تقع النقطة الساخنة بالقرب من خط الاستواء على طبق نازكا على مسافة ليست بعيدة عن حدود اللوحة المتباعدة مع لوحة كوكوس. يعد الإعداد التكتوني للنقطة الساخنة أمرًا معقدًا بسبب تقاطع غالاباغوس الثلاثي لألواح نازكا وكوكوس مع لوحة المحيط الهادي. لا يتم تحديد حركة الصفائح على نقطة ساخنة فقط من خلال الانتشار على طول سلسلة التلال بل أيضًا بواسطة الحركة النسبية بين لوحة المحيط الهادئ وألواح كوكوس ونافكا.
يُعتقد أن النقطة الساخنة قد تجاوز عمرها 20 مليون عام، وفي ذلك الوقت كان هناك تفاعل بين النقطة الساخنة، كل من هذه اللوحات، وحدود اللوحة المتباعدة. لا تظهر لافاس من نقطة ساخنة الطبيعة المتجانسة للعديد من النقاط الساخنة؛ بدلاً من ذلك، هناك دليل على وجود أربعة خزانات رئيسية تغذي النقطة الساخنة. هذه الاختلاط بدرجات متفاوتة في مواقع مختلفة على الأرخبيل.

## نظرية نقطة ساخنة

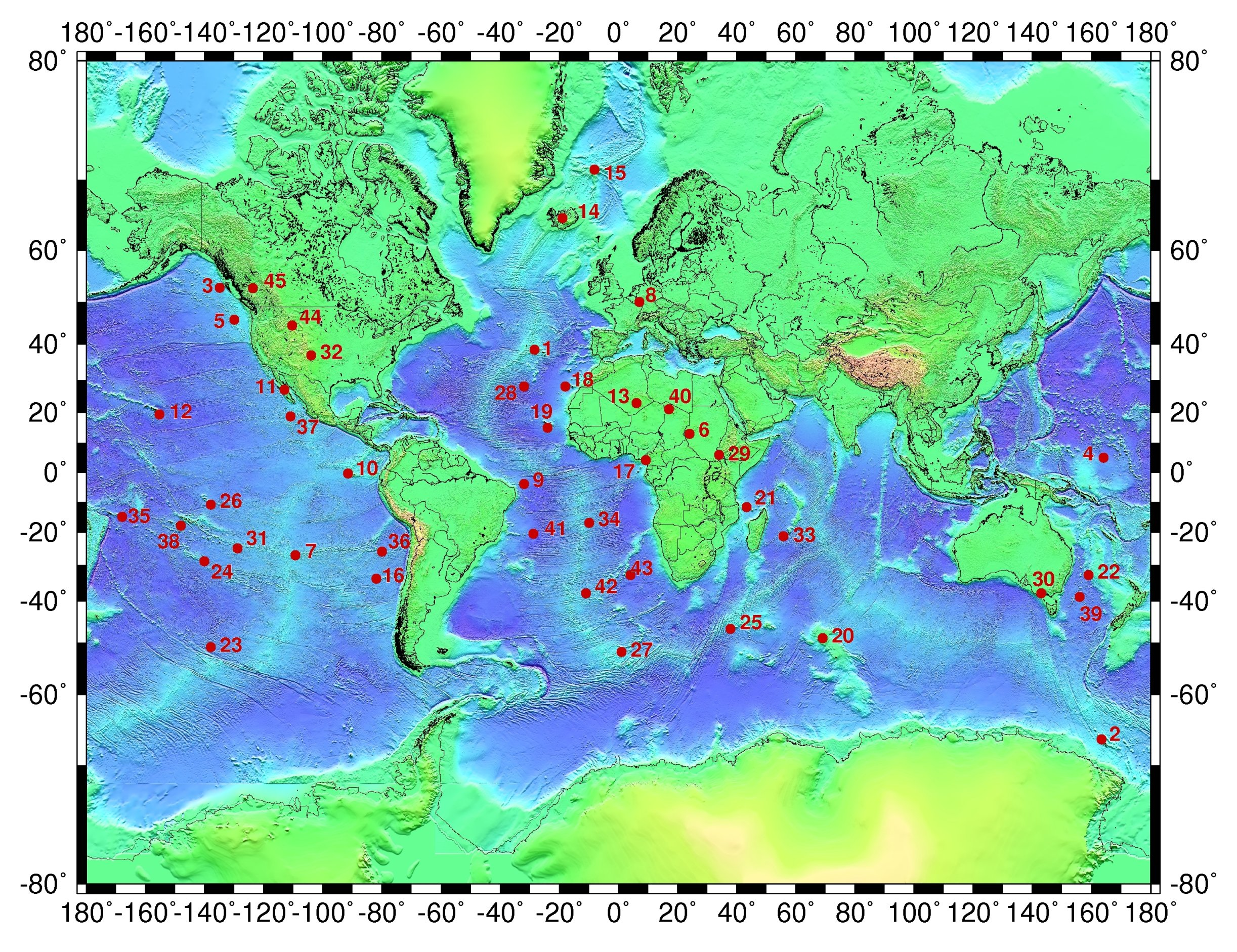
يتم تمييز النقطة الساخنة في غالاباغوس 10 على الخريطة.

في عام 1963، اقترح الجيوفيزيائي الكندي جي توزو ويلسون نظرية «النقطة الساخنة» لشرح سبب حدوث معظم الزلازل والنشاط البركاني على حدود الصفيحة، لكن بعضها يحدث بعيدًا عن حدود الصفائح. زعمت النظرية أن مناطق صغيرة طويلة الأمد «ساخنة» من الصهارة تقع تحت نقاط معينة على الأرض. توفر هذه الأماكن، التي يطلق عليها اسم «النقاط الساخنة»، أنظمة محلية للطاقة والحرارة (أعمدة حرارية) تدعم النشاط البركاني الطويل الأمد على السطح. هذا البركان يبني الجبال البحرية التي ترتفع في نهاية المطاف فوق تيار المحيط، وتشكيل جزر بركانية. عندما تحركت الجزر ببطء بعيدًا عن النقطة الساخنة، بحركة الألواح المنزلقة كما وصفتها نظرية تكتونية الصفائح، يتم قطع إمدادات الصهارة، ويصبح البركان كاملاً. وفي الوقت نفسه، تتكرر العملية من جديد، هذه المرة لتشكيل جزيرة جديدة، على نحو متواصل حتى تنهار النقطة الساخنة. تم تطوير النظرية لشرح سلسلة الجبال البحرية في هاواي والإمبراطور، حيث يمكن تتبع الجزر التاريخية في الشمال الغربي في الاتجاه الذي تتحرك فيه لوحة المحيط الهادئ. وضعت النظرية المبكرة هذه المصادر الثابتة للحرارة للأعمدة في عمق الأرض؛ ومع ذلك، فقد دفعت الأبحاث الحديثة العلماء إلى الاعتقاد بأن النقاط الساخنة ديناميكية بالفعل، وقادرة على التحرك من تلقاء نفسها.

## الإعداد التكتوني
تتميز نقطة اتصال غالاباغوس بنقطة تكتونية معقدة للغاية. وهي تقع قريبة جدا من التلال تنتشر بين جزر كوكوس ونازكا. تتفاعل نقطة الاتصال الساخنة مع كل من الصفائح وحافة الانتشار على مدى العشرين مليون عام الماضية حيث أن الموقع النسبي للنقطة الساخنة بالنسبة للألواح قد تغير. استنادًا إلى تدرجات سرعة زلزالية مماثلة لحمم لافاس في مناطق كارنيج وكوكاس، هناك دليل على أن نشاط نقطة الاتصال الساخنة كان نتيجة ذوبان عباءة طويلة واحدة بدلاً من فترات متعددة من النشاط والسكون.
في هاواي تشير الدلائل إلى أن كل بركان لديه فترة نشاط مميزة حيث أن النقطة الساخنة تتحرك تحت هذا الجزء من صفيحة المحيط الهادئ قبل أن تصبح نائمة ثم تنقرض وتتآكل تحت المحيط. لا يبدو أن هذا هو الحال في جزر غالاباغوس، بدلاً من ذلك، هناك دليل على حدوث بركان متزامن على مساحة واسعة. تظهر جميع جزر غالاباغوس تقريبًا البراكين في الماضي الجيولوجي الأخير، وليس فقط في الموقع الحالي للنقطة الساخنة في فرناندينا. تعرض القائمة أدناه تواريخ الانفجار الأخيرة لبراكين غالاباغوس، التي تم طلبها من الغرب إلى الشرق.
| اسم                 | الثوران الأخير |
| ------------------- | -------------- |
| جزيرة داروين        | ينقرض          |
| فيرناندينا          | 2017           |
| الاكوادور (بركان)   | 1150           |
| جزيرة الذئب         | ينقرض          |
| روكا ريدوندا        | غير معروف      |
| سيرو ازول           | 2008           |
| الذئب (البركان)     | 2015           |
| داروين (بركان)      | 1813           |
| Alcedo              | 1993           |
| سييرا نيجرا         | 2018           |
| جزيرة سانتياغو      | 1906           |
| جزيرة بينتا         | 1928           |
| جزيرة مارشينا       | 1991           |
| جزيرة سانتا كروز    | غير معروف      |
| جزيرة فلوريانا      | ينقرض          |
| جزيرة جينوفيسا      | غير معروف      |
| جزيرة سان كريستوبال | غير معروف      |

تم تعقب حركة لوحات نازكا وكوكاس. تتحرك لوحة نازكا عند 90 درجة بمعدل 58 ± 2   كم لكل مليون سنة. يتحرك عند 41 درجة بمعدل 83 ± 3   كم لكل مليون سنة. يتم تسجيل موقع النقطة الساخنة مع مرور الوقت في اللوحة المحيطية مثل كارنيجي وكوكوس ريدجز.
يقع كارنيجي ريدج على طبق نازكا 600 كيلومتر (373 ميل) طويلة وتصل إلى 300 كيلومتر (186 ميل) واسعة. يتم توجيهها بالتوازي مع حركة اللوحة، ونهايتها الشرقية حوالي 20   مليون سنة هناك سرج بارز في التلال في 86   درجات الغرب حيث ينخفض الارتفاع أقرب بكثير من قاع المحيط المحيط. مالبيلو ريدج، وهو 300 كيلومتر (186 ميل) كان يعتقد مرة واحدة طويلة لتكون جزءا من كارنيجي ريدج.
كوكوس ريدج هو 1000   ميزة طولها كيلومترات تقع على صفيحة كوكوس وتوجهها موازية لحركة اللوحات من خطأ تحويل الغرب 91 درجة في مركز انتشار غالاباغوس نحو الساحل البنمي. يعود تاريخ الطرف الشمالي الشرقي من التلال منذ حوالي 13 إلى 14.5 مليون سنة. ومع ذلك، يبلغ عمر جزيرة كوكوس في الطرف الشمالي من سلسلة التلال مليوني عام فقط، وبالتالي تم إنشاؤها في وقت بعد أن انتقلت التلال من نقطة ساخنة. يدل وجود فجوة رسوبية واضحة في الرواسب على كوكوس ريدج على أن كوكوس ريدج ربما يكون مدمنًا على انغماسه الضحل الأولي على طول خندق أمريكا الوسطى.
يحاول النموذج الحالي لتفاعل النقاط الساخنة ومركز الانتشار بين لوحتي كوكاس ونازكا شرح التلال على كلا الطبقتين؛ الانقسام بين كارنيجي ومالبيلو والنشاط البركاني اللاحق بعيدًا عن نقطة الاتصال. كانت هناك ثماني مراحل رئيسية في العشرين مليون سنة الماضية.
1. 19.5 مليون سنة - منذ 14.5 مليون سنة: كانت النقطة الساخنة تقع على صفيحة نازكا، لتشكيل كارنيجي ومالبو ريدج مجتمعين. كان نوع الحمم البركانية عبارة عن مزيج من مادة بلوم وعباءة علوية مستنفدة، على غرار نوع الحمم البركانية الموجودة في جزر غالاباغوس المركزية في الوقت الحالي.
2. من 14.5 مليون سنة إلى 12.5 مليون سنة مضت: انتقل مركز غالاباغوس للنشر جنوبًا وتجاوز التلال الحافة الجنوبية للنقطة الساخنة. اندلعت مواد أقل على طبق نازكا مما أدى إلى تشكيل السرج في كارنيجي ريدج.
3. يتم إنشاء غالبية الحمم الساخنة على طبق كوكوس مما يؤدي إلى تشكيل كوكوس ريدج. تشبه الحمم البركانية المتشابهة هنا الأنواع التي اندلعت على براكين الدرع الغربي في جزر غالاباغوس، والتي تتفوق في الغالب.
4. من 12 مليون سنة إلى 11 مليون سنة: تتمركز نقطة اتصال غالاباغوس تحت مركز نشر غالاباغوس. حمم من نوع بلوم أصبحت وفيرة الآن على كوكوس ريدج.
5. منذ 9.5 مليون سنة: ينتهي الصدع بين كارنيجي ومالبو ريدجز.
6. منذ 5.2 مليون سنة مضت إلى 3.5 مليون سنة: يوجد لدى مركز غالاباغوس للنشر قفزة أخرى، حيث يتجه شمالًا حيث ينفجر العمود الآن على صفيحة نازكا، على غرار الاتجاه الحالي.
7. منذ 3.5 مليون إلى مليوني سنة: تم إنشاء مركز انتشار قصير المدى بين الشرق والغرب شمال مركز انتشار غالاباغوس. هذا الصدع الجديد يفشل ولكنه يؤدي إلى نشر النشاط البركاني للتخلي والتشكيل اللاحق لجزيرة كوكوس والجبال البحرية المحيطة بها. حول نقطة ساخنة الغالبة بلوم تسود.
8. منذ 2.6 مليون سنة: حدث خطأ كبير في التحويل إلى الشمال من نقطة غالاباغوس الساخنة. وهذا يؤدي إلى انتشار البراكين في شمال غالاباغوس على طول خط الذئب داروين وحول جزيرة جينوفيسا.[10]
9. حاضر: تقع منطقة غالاباغوس الساخنة جنوب مركز الانتشار وهناك تقسيم جغرافي كيميائي للعمود.

## التركيب الكيميائي لجالاباجوس لافاس
يوضح تحليل النظائر المشعة للحمم البركانية في جزر أرخبيل غالاباغوس وفي كارنيجي ريدج أن هناك أربعة خزانات رئيسية من الصهارة تختلط في مجموعات مختلفة لتشكيل المقاطعة البركانية.
الأنواع الأربعة هي: بلوم - وهذا هو الصهارة المرتبطة بلوم نفسه ويشبه الصهارة من جزر المحيط الأخرى داخل المحيط الهادئ. لديها خصائص نسب سترونتيوم المتوسطة (Sr)، النيوديميوم (Nd) والرصاص (Pb). تم العثور على الحمم بلوم الغالب في الغرب من الجزر، حول Ferdinandina وايزابيلا جزر، التي تقع بالقرب من الموقف الحالي للبؤرة. اندلعت بلوم بلوم في فيرناندينا وإيزابيلا باردة نسبيًا. يظهر التحليل أنها أكثر برودة بمقدار 100 درجة مئوية من درجات الحرارة في هاواي. سبب هذا غير مفهوم تمامًا ولكن قد يكون بسبب التبريد في الغلاف الصخري أو أن يكون باردًا نسبيًا عند التكوين في الوشاح. ثم يتم العثور عليها بكميات أقل في نمط حدوة الحصان شمال وجنوب الجزر الوسطى يمتزج مع الخزانات الأخرى بينما يتقدم شرقًا. في الجزء العلوي من عباءة حمل التيارات الحراري جلب المواد عباءة في الزوايا الضحلة من الجنوب من مركز انتشار غالاباغوس. سوف يسحب تيار الحمل الحراري هذا بعض الصهارة من نوع بلوم إلى مركز الانتشار حيث يتم ثورته.